# Risografia

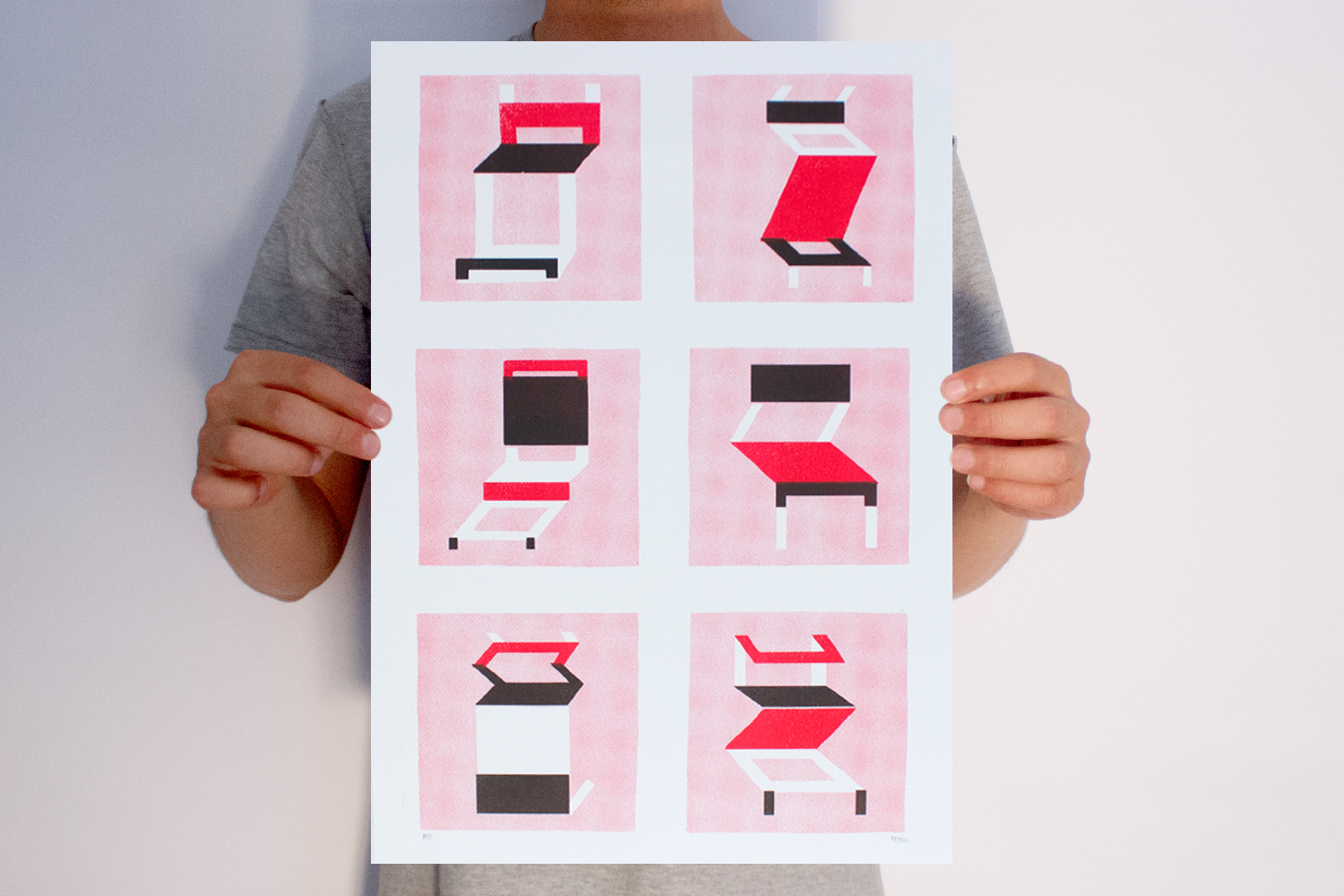
Impressão risográfica em duas cores no formato A3 feito por Mario F

A Risografia é uma técnica de impressão realizada através da impressora Risograph, criada pela empresa japonesa Riso Kagaku Corporation na década de 1980. A impressão é realizada a partir de técnicas de permeografia. Ela foi concebida em um período de transição da impressão mecânica para a digital, tendo a vantagem de ser mais rápida e mais barata que outros tipos de impressão. Neste processo de impressão não há o uso de calor ou produtos químicos, utilizando menos energia elétrica e tornando o processo mais ecológico quando comparado a outros processos de impressão. Além disso, suas tintas de composições únicas (à base de óleo de soja, água ou pó de arroz) são capazes de gerar texturas e cores vibrantes que não podem ser reproduzidas em uma impressão à laser ou jato de tinta, estas características fazem com que a risografia seja atrativa para artistas e designers.
O termo risografia provêm da lingua inglesa risograph; este, por sua vez, provêm do termo japonês "risō" (理想), que em português significa "ideal", e do termo grego "graphos", que em português significa "escrever". Termo creditado a Noboru Hayama, criador da Riso Kagaku Corporation, que após retornar da Segunda Guerra Mundial na década de 1940 tinha o ideal de trazer novamente a prosperidade para o Japão.

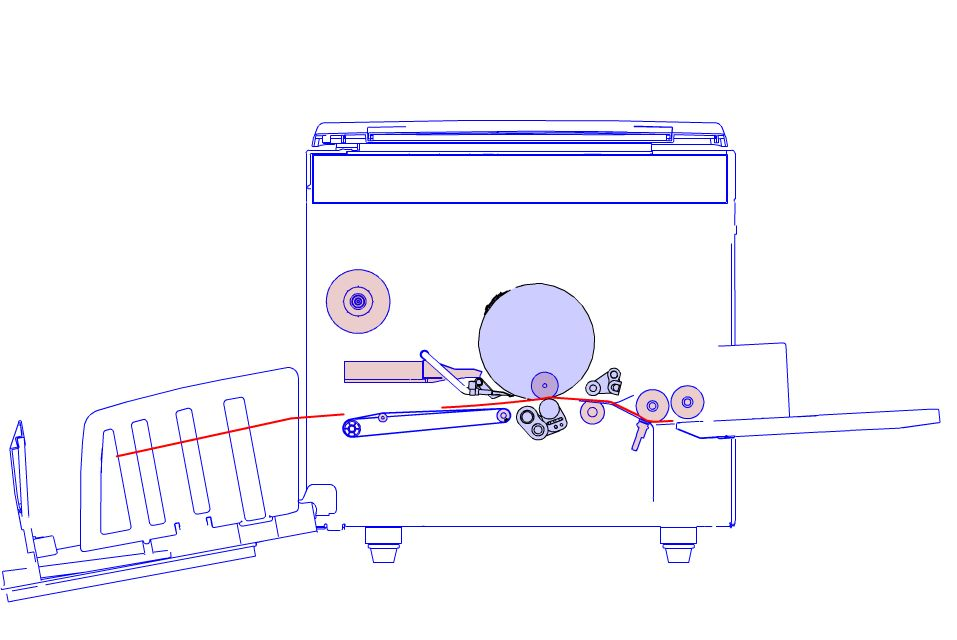
Diagrama de funcionamento de um risógrafo.

## Modo de Funcionamento
Através de um computador, uma imagem, sendo ela scanneada ou enviada por meio de um arquivo, é gravada em uma matriz termosensível, feita de filme de papel de poliéster (cânhamo, tereftalato, resina e silicone), por meio da cabeça térmica. O estêncil (matriz) gravado é envolvido no tambor de impressão. Por ser uma duplicadora monocromática a Risograph trabalha com um único tambor de cor por vez (raramente possuem dois tambores). O tambor, por sua vez, começa a girar e a força centrífuga gerada é responsável por fazer com que a tinta do tambor (atóxica e à base de óleo de soja, água ou pó de arroz) passe através da matriz, realizando a impressão no papel, que precisa ser do tipo não revestido (uncoated). Para impressões com mais de uma cor, é preciso que o tambor que contém a tinta seja substituido a cada cor diferente desejada. Ainda, nesse tipo de impressão é preciso que a tinta seque entre as impressões e, após secagem da tinta o papel é colocado de novo na bandeja e o processo ocorre novamente. Por ter sido projetada para imprimir somente uma cor por vez, ocorrem alguns erros de registro, visto que ela não possui um controle muito preciso do registro de impressão.

## Origem da Risografia
Após o fim da Segunda Guerra Mundial, a infraestrutura e economia japonesa foram severamente afetadas e, consequentemente, a inflação era muito instável, e a população muitas vezes era obrigada a recorrer ao mercado negro para conseguir alimentos básicos para sua subsistência. A partir disso, o principal objetivo do Japão era reconstruir e recuperar a infraestrutura e a economia do país. A ocupação americana no Japão teve duração até o ano de 1952, tendo seu fim decretado devido a assinatura do Tratado de Paz de São Francisco, que ocorreu em 1951. Com isso, as tropas dos Estados Unidos pertencentes a ocupação foram retiradas do Japão, que voltou a ser um país "independente".

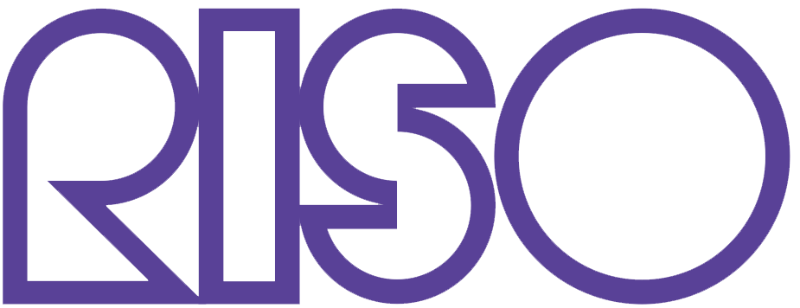
Riso Kagaku Corporation

Neste contexto, em 1946 Noboru Hayama funda a empresa Riso Kagaku, se inspirando no ideial de reconstrução nacional que perdurava no Japão pós-guerra. O que originou o nome da empresa, que surgiu a partir do pensamento de Hayama de que as pessoas não deveriam perder seus ideais, e que perseguindo-os poderiam garantir o futuro.  A Riso Kagaku inicialmente trabalhava com mimeógrafos e posteriormente desenvolveu a Riso Ink, primeira tinta de emulsão do país.

### Primeira tinta de emulsão do Japão
Hayama precisava realizar um trajeto de moto para buscar as tintas importadas para o mimeógrafo, quando em uma dessas viagens ele acabou se acidentando. Durante o período em que passou se recuperando, ele decide desenvolver sua própria tinta, assim criando a primeira tinta de emulsão do Japão, a RISO INK. Inclusive, durante o deselvolvimento da tinta, com o objetivo de descobrir como a tinta funcionaria em diferentes temperaturas e latitudes pelo mundo, alguns recipientes contendo a tinta foram colocados em um navio que daria a volta ao mundo e retornaria em um período de 2 anos. Com o retorno do navio as tintas foram reabertas e concluiu-se que estavam em boa qualidade, resultando no início de sua exportação.

#### Automatização dos processos
Após a criação da Riso Ink, a Riso enxerga a possibilidade de trabalhar criando produtos para mimeógrafos, de forma que Noboru Hayama deixa de trabalhar com impressão e começa a produzir maquinário, como por exemplo, seus próprios mimeógrafos. Uma das dificuldades de trabalhar com mimeórgrafos era a produção das matrizes, pois apesar da tecnologia e ferrementas disponíveis na época, ainda era necessário o treinamento de pessoas hábeis a fazer essas matrizes para reproduzir textos e imagens, um trabalho ainda mais complexo no segundo caso. A partir disso, a primeira solução que encontraram foi a criação de uma máquina capaz de queimar a matriz (master) através do calor da luz, ou seja, jogava-se um feixe de luz reduzido, criando calor e consequentemente queimando a matriz. De forma que passou a existir uma máquina só para a criação de matrizes, sendo o início das cabeças térmicas utilizadas futuramente na Risograph, o que foi um grande avanço na época, visto que deixou-se de se preparar as matrizes manualmente, tornando o processo mais rápido.
Depois disso, começou-se a trabalhar com um mimeógrafo, já rotatório, que pudesse receber a tinta e imprimir com o mínimo de sujeira no processo. E, eventualmente começa-se a querer unificar a máquina que preparava as matrizes à máquina de impressão, dando início ao que se tornaria a Risograph. Ou seja, era basicamente um mimeógrafo rotatório acoplado a um compartimento que produz matrizes através do calor, de forma que é possível fazer impressões em uma velocidade muito maior quando comparado ao mimeógrafo rotatório, e sem o trabalho manual requerido anteriormente, o que gerou uma revolução na época, principalmente nos escritórios e escolas, que começaram a utilizar a Riso de forma significativa.

##### Popularização da Riso no Japão
Contudo, o que realmente popularizou a Riso no Japão ocorreu um pouco antes disso, foi uma máquina pequena chamada PRINT GOCCO, lançada em 1977. Apesar de se assemelhar a um brinquedo, ela possuia um sistema de impressão compacto para uso doméstico, que funcionava por meio de um processo diferente das matrizes de cabeça térmica, através de um flash que queimava e criava a matriz. Com a PRINT GOCCO era possível criar cartões, o que a tornou bastante popular no Japão devido a sua tradição de presentear uns aos outros com cartões, estando presente na grande maioria dos lares, e consequentemente popularizando a Riso.

###### Surgimento da Risograph

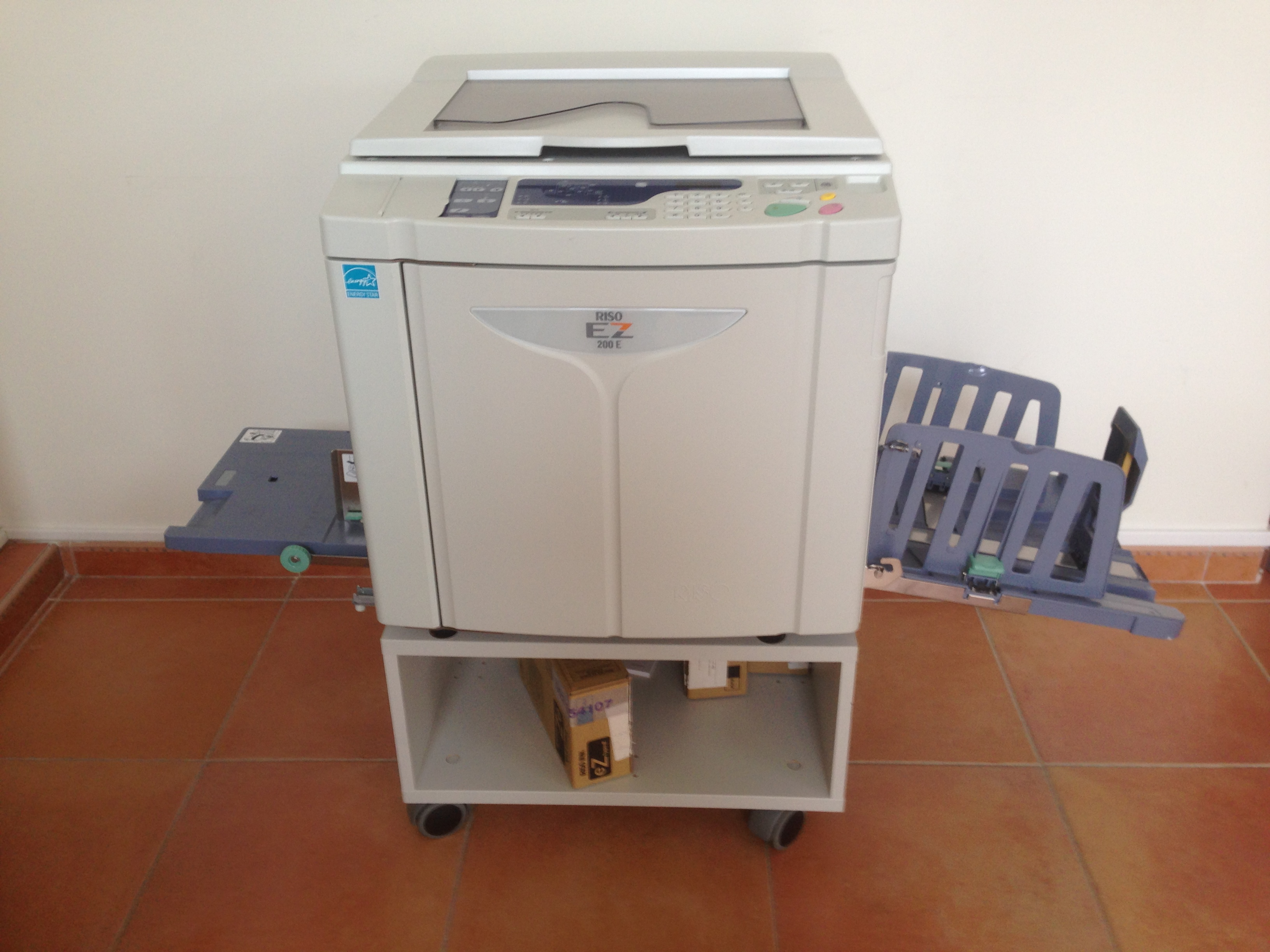
Modelo da impressora Riso EZ200

A criação de uma máquina capaz de unificar o processo de impressão e de criação da matriz (master) de maneira digital e automática parecia cada vez mais provável, e em 1984 foi enfim lançada a RISOGRAPH 007, um duplicador digital e automático de estêncil, capaz de imprimir em  grande escala e em alta velocidade, para a época, com baixo custo e fácil utilização. A impressão risográfica era mais rentável para tiragens entre 50 e 10 mil cópias, ficando entre a impressão offset e as fotocopiadoras.
Por fim, a impressão risográfica se estabelece devido a sua acessibilidade e eficiência, e isso se dá por três fatores: a tinta, atóxica e à base de óleo de soja, água ou pó de arroz, que quando comparado ao toner das fotocopiadoras, é mais barata; Ao pouco consumo de energia da máquina, cerca de 300 watts, visto que, diferente das fotocopiadoras, não necessita de altas temperaturas para realizar a impressão; e, não requer muita manutenção. Sendo as escolas, igrejas e repartições públicas o seu público alvo.